# Cristiana Reali

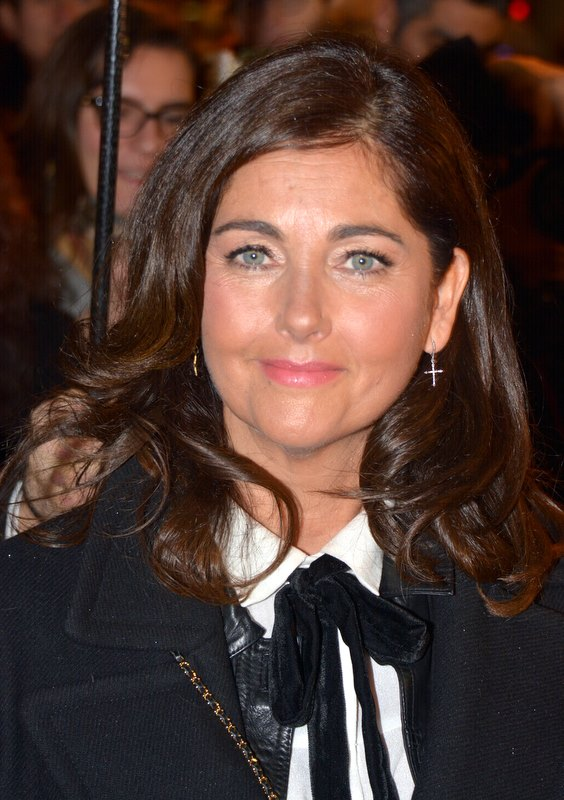
Cristiana Reali

Cristiana Reali (anhörenⓘ; * 16. März 1965 in São Paulo, Brasilien) ist eine italo-brasilianische Schauspielerin.

## Leben
Im Alter von 22 Jahren zog Cristiana Reali nach Paris, wo sie am Cours Florent Schauspielunterricht nahm. Dabei lernte sie den französischen Filmemacher Francis Huster kennen. Die beiden wurden schon bald ein Paar und standen häufig gemeinsam auf der Theaterbühne. Beide heirateten später und haben zwei gemeinsame Kinder. Ihr Leinwanddebüt gab sie in dem 1989 erschienenen und von Patrice Leconte inszenierten Krimi-Drama Die Verlobung des Monsieur Hire in einer kleinen Nebenrolle an der Seite von Michel Blanc und Sandrine Bonnaire.

## Filmografie (Auswahl)
- 1989: Die Verlobung des Monsieur Hire (Monsieur Hire)
- 1992: Das unheimliche Haus (L’inconnu dans la maison)
- 1993: Alles für die Liebe (Tout ça … pour ça!)
- 1998: Die Kameliendame (TV-Film), Regie: Jean-Claude Brialy
- 2003: Feindliche Waffenbrüder (La tranchée des espoirs)
- 2008: Ein Mann und sein Hund (Un homme et son chien)
- 2008: Tage oder Stunden (Deux jours à tuer)
- 2009: La maîtresse du président
- 2010: Total Blackout (Blackout)
- 2017: Kommissar Caïn (Caïn, Fernsehserie, 1 Folge)